# Nikos Dimou
Nikos Dimou (Atenas, 1935) é um escritor grego. Ele começou como redator e se tornou um dos intelectuais gregos mais conhecidos.

## Biografia
Ele se formou no Athens College e estudou literatura francesa em Atenas. De 1954 a 1960, ele estudou filosofia na Universidade de Munique, na Alemanha. Ele publicou seu primeiro livro em 1953. Dimou começou a escrever colunas para revistas e jornais, incluindo To Vima, Kathimerini e as edições de domingo de Eleftherotypia e Ethnos.

Dimou publicou mais de 60 livros, a maioria não-ficção leve. Ele fez alguns trabalhos fotográficos de hobby, publicou dois álbuns de fotos e teve três exposições de fotos. Durante sete anos, ele foi colunista da revista grega de imprensa livre LIFO e recentemente publicou no site "Protagon.gr".